# Bodo-Éléazar
Pour les articles homonymes, voir Bodo (homonymie) et Éléazar.
Bodo ou Bodon, né en 814, est un diacre du palais et confesseur de Louis le Pieux, fils de Charlemagne, roi d'Aquitaine (781-814) puis empereur d’Occident (814-840).
Après une vie dissolue à la cour, il s’illustra par sa spectaculaire conversion au judaïsme, au début de 838, après avoir prétexté d’effectuer un pèlerinage à Rome, dans le sud de la France ou à Saragosse, trois sites étant suggérés par les savants. Prudence de Troyes l’accuse en outre d’avoir vendu ses compagnons pèlerins en esclavage à des musulmans espagnols, à l’exception de l’un de ses neveux qui se serait converti comme lui.
En 839, il quitte le Royaume franc pour l’Espagne musulmane, prend le nom juif d’Éléazar, se fait circoncire et se marie avec une Juive. Le Pseudo-Amolon de Lyon le décrit comme « le juif accompli par sa foi et son costume, barbu et marié (barbatus et conjugatus) et fréquentant quotidiennement la synagogue de Satan ».
Sa conversion, marquant le rejet de la culture carolingienne et de la foi chrétienne, se double bientôt d’un prosélytisme enflammé : en 840, Bodo, installé à Saragosse, incite le gouvernement maure et la population à persécuter les chrétiens espagnols et à les forcer à se convertir à l’islam ou au judaïsme.
Selon Léon Poliakov, pour qui cette conversion prouve la haute estime dont jouissaient les Juifs dans la France carolingienne, c’est à la lumière de conversions éclatantes comme la sienne qu’il faut lire les lettres enflammées d’Agobard et Amolon.

## Correspondance avec Alvare
En 840, Bodo-Éléazar commence une disputatio épistolaire avec un intellectuel chrétien Paul Alvare, un chevalier disant être d’ascendance juive, à Cordoue, alors terre musulmane. Entre les deux convertis s’adressant réciproquement par la formule « mon frère aux idées faussées », débute un dialogue typique de la Convivencia où tous deux tentent de ramener l’autre à son ancienne foi. Le dialogue s’effectue d’égal à égal, sans les préjugés en faveur de l’Église typique des disputationes judéo-chrétiennes qui se tiendront quelques siècles plus tard.
Quelques-unes des lettres échangées ont pu être préservées. Les origines de la lettre suivante sont incertaines mais elle est attribuée à Bodo :

« Quant à votre assertion que le Christ est Dieu, en association avec le Saint-Esprit, et que vous le vénérez parce qu’il n’a pas de père humain, alors avec lui, vous devez aussi vénérer Adam, le père de la race humaine, qui n’a ni père ni mère, et dont la chair, le sang, les os et la peau ont été créés à partir de l’argile. Son souffle lui a été donné par le Saint-Esprit et il devint un être intelligent. Et aussi, Ève a été créée à partir d’une côte d’Adam, sans père ni mère, et son souffle lui a aussi été donné et elle est devenue intelligente. Aussi vous devez les vénérer, ! »

## Sources
- (en) Cet article est partiellement ou en totalité issu de l’article de Wikipédia en anglais intitulé « Bodo (bishop) » (voir la liste des auteurs).